# R38
R38 även ZR-2 var ett brittiskt luftskepp som störtade i närheten av Hull 24 augusti 1921. Endast fem av de 49 personerna ombord överlevde den hittills värsta olyckan med ett luftskepp.
R38, som var världens största luftskepp när det byggdes, var det första i en serie på fyra som hade beställts av Royal Navy för flygspaning över Nordsjön i slutet av första världskriget. Konstruktionen var inspirerad av  tyska lätta zeppelinare som kunde flyga högt och långt, men med begränsad hastighet och  manöverförmåga. Lyftgasen skulle vara 76 000 m³ vätgas fördelat i 14 sektioner.
Efter fredsslutet 1919 såldes R38, som ännu inte var färdigbyggd, till USA och fick den amerikanska beteckningen ZR-2. Den amerikanska flottan planerade att bygga egna luftskepp, men projektet var försenat så ZR-2 blev det första som flög.

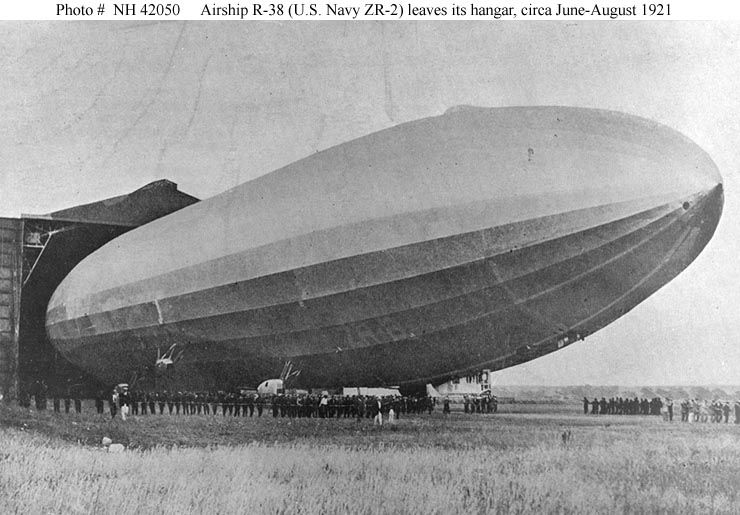
ZR-2 lämnar hangaren.

Den första provflygningen ägde rum 23 juni 1921 från fabriken i Cardington och under de följande veckorna gjordes ytterligare tre flygningar. För att passa amerikanska förhållanden hade luftskeppet modifierats så att det kunde förtöjas vid en mast och det påverkade balansen. Efter avslutade tester var det meningen att ZR-2 skulle flygas över Atlanten och stationeras i Lakehurst i New Jersey. Den amerikanska besättningen som skulle flyga hem farkosten följde med på provflygningarna för att lära sig att manövrera henne.
Den 23 augusti 1921 skulle ZR-2 flygas till flygbasen i Pulham för en sista provflygning där man bland annat för första gången skulle förtöja luftskeppet till en mast. På grund av dålig sikt tvingades man vänta med försöket och flög ut över havet. Dagen efter flög man över Hull och utförde flera manövrar och hastighetsförsök på låg höjd.

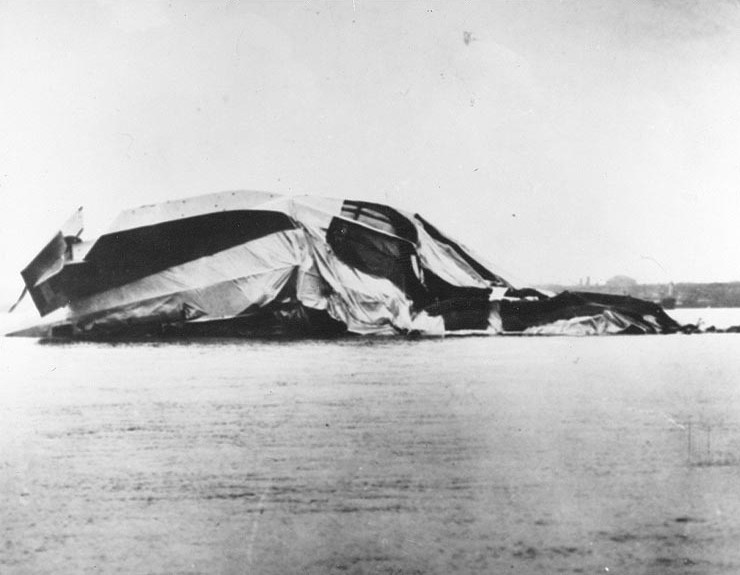
Akterdelen av vraket.

Klockan 17:37 den 24 augusti bröts luftskeppet sönder på mitten inför tusentals åskådare. Den främre delen fattade eld och exploderade medan akterdelen sakta tappade höjd och störtade i ner i det grunda floddeltat Humber. Sexton av de 17 amerikanerna och 28 av de 32 britterna dödades.